# ハロホルム反応

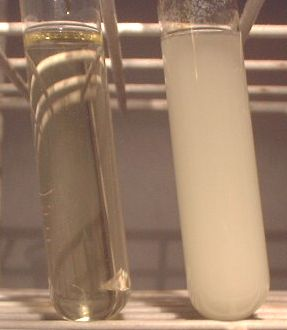
ヨードホルム反応。右の試験管にはアセチル基を持つ化合物が含まれている

ハロホルム反応（ハロホルムはんのう、haloform reaction）は、アセチル基を持つ有機化合物にハロゲン化剤と塩基を作用させると、トリハロメタン（ハロホルム）が得られる化学反応である。
アセトアルデヒドやアセトンをヨウ素と水酸化ナトリウム水溶液により処理することでヨードホルムの黄色の沈殿が生成するヨードホルム反応は、高校化学でも定性分析の方法として有名である(後述)。1870年に A.Lieben により報告された。
ハロゲン化剤としてはフッ素を除くハロゲン単体、次亜塩素酸塩、次亜臭素酸塩、塩化シアヌルなども有効である。またハロゲン化剤はアルコールの酸化剤にもなるため、エタノールやイソプロピルアルコールのように酸化されることでアセチル基を持つようになる物質も酸化された後にハロホルム反応を起こす。

## 反応機構
反応機構は以下のようなものである。
1. 塩基によりカルボニル基に隣接するメチル基からプロトンが引き抜かれエノラートが生成する。
2. 生成したエノラートがハロゲン化剤に対して求核攻撃してカルボニル基のα位がハロゲン原子に置換される。
3. ハロゲン原子への置換が起こるとその炭素上の水素の酸性度が上がるため、よりエノラートができやすくなりこの過程が繰り返される。結果としてメチル基のすべての水素がハロゲンに置換される。
4. 水酸化物イオンがカルボニル基に求核攻撃することで付加脱離反応が進行し、トリハロメチルアニオンと、カルボン酸が生じる。
5. 溶媒が水の場合は、水からトリハロメチルアニオンがプロトンを引き抜いてトリハロメタンになる。ここで生じた水酸化物イオンにより、塩基性条件が保たれるのである。

アセチル基を1炭素減炭してカルボン酸へ変換する合成方法として利用できる可能性もあるが、メチル基と反対側のα位もハロゲン化されうること、強い塩基性条件のため副反応も起きやすいことなどから適用範囲はアセトフェノン誘導体などに限られる。

## ヨードホルム反応
メチルケトンあるいは酸化によりメチルケトンを生じるアルコールは、塩基性条件下でヨウ素を作用させると、ヨードホルム(CHI3)の黄色結晶を生じる。この反応をヨードホルム反応という。
- メチルケトン (代表的な例はアセトアルデヒド、アセトンなど)

{\displaystyle {\ce {R-{COCH3}+{3I2}+4NaOH -> {CHI3}+{RCOONa}+{3NaI}+3H2O}}}
- 酸化によりメチルケトンを生じるアルコール (代表的な例はエタノール、2-プロパノールなど)

{\displaystyle {\ce {{R-CH(OH)CH3}+{4I2}+{6NaOH}-> {CHI3}+{RCOONa}+{5NaI}+5H2O}}}
ただし、R はH (水素)または炭化水素基である。
ホルムアルデヒドはH3CO-をもたないのでヨードホルム反応を示さない。また、酢酸はR がヒドロキシ基なので条件にあわずヨードホルム反応を示さない。